# Paʻanga
Paʻanga (T$, Tonga  paʻanga), lokalt ofta ”dollar”, är den valuta som används i Tongaöarna i Stilla havet. Valutakoden är TOP. 1 Paʻanga = 100 seniti.
Valutan infördes under år 1967 och ersatte det tonganska pundet. Valutans namn skrivs på tonganska med tecknet ʻ (ʻokina), och alltså inte en vanlig apostrof.

## Användning
Valutan ges ut av National Reserve Bank of Tonga / Pangikē Pule Fakafonua ʻo Tonga - NRT som bildades 1989 och har huvudkontoret i Nukuʻalofa.

## Valörer
- mynt: 1, 2 Paʻanga (används i regel ej till vardags)
- underenhet: 1, 2, 5, 10, 20 och 50 seniti ¢
- sedlar: 1, 2, 5, 10, 20 och 50 Paʻanga